# Alföldy Zoltán
Alföldy Zoltán (Alsófernezely, 1904. január 27. – Budapest, 1992. október 16.) magyar mikrobiológus, egyetemi tanár, az orvostudományok kandidátusa (1952), Kossuth-díjas (1962).

## Élete
Alföldy Zoltán és Vörös Mária fiaként született. Felsőfokú tanulmányait a debreceni Tisza István Tudományegyetemen végezte, ahol 1928-ban avatták orvosdoktorrá. Már egyetemi hallgatóként az egyetem Gyógyszertani és Közegészségtani Intézetében dolgozott Bélák professzor mellett.
1928 és 1938 között a debreceni belklinika tanársegédje, majd 1937-től 1946-ig az Országos Közegészségügyi Intézet adjunktusa volt. 1946 és 1951 között az Országos Közegészségügyi Intézet Bakteriológiai Osztályát vezette. 1951 és 1974 között a Semmelweis Orvostudományi Egyetem Mikrobiológiai Intézetének igazgatója, a mikrobiológia magántanára. Az Egészségügyi Tudományos Tanács titkára (1951–1968), elnöke (1968–1974).
Leptoszpirózissal kapcsolatos kutatásaiért 1962-ben Kossuth-díjat kapott.
Felesége Kepics Anna Stefánia (1904–1960) volt, akivel 1936. október 17-én Debrecenben kötött házasságot.

## Munkássága
1950-ben felfedezte a leptoszpirózis kórokozóját, a leptospirát. Részt vett az adenovírus kimutatásában is.

## Főbb művei
- Laboratóriumi asszisztensek kézikönyve (Budapest, 1954)
- Orvosi mikrobiológia (társszerzőkkel, Budapest, 1960, 1963)
- Hőgyes Endre élete és munkássága (Budapest, 1962)
- Orvosi mikrobiológia és immunitástan (Budapest, 1967, 1969, 1973)
- Mikrobiológia (Budapest, 1974, 1978)

## Díjai, elismerései
- Munka Érdemrend (1955)
- Kossuth-díj (1962), III. fokozat
- Hőgyes Endre-emlékérem (1966)
- Weszprémi István-emlékérem (1967)
- Munka Érdemrend arany fokozata (1970)
- Manninger Rezső-emlékérem (1974)
- Szocialista Magyarországért érdemrend (1984)